# Montana
För andra betydelser, se Montana (olika betydelser).
Montana är en delstat i nordvästra USA. I delstatens västra och mellersta tredjedelar finns flera bergsområden, vilka utgör en del av Klippiga bergen, varav 77 är namngivna. Det är dessa berg som gett Montana dess namn (av spanska: montaña, "berg"). Montana är USA:s fjärde största delstat till ytan men har samtidigt den tredje lägsta befolkningstätheten. Delstatens ekonomi är främst baserad på jordbruk, skogsbruk och gruvindustri. Glacier nationalpark, platsen för slaget vid Little Big Horn, och tre av de fem entréerna till Yellowstone nationalpark gör turism till en stor del av delstatens ekonomi.
Montana utgör en del av regionerna Great Plains och Pacific Northwest och kallas ofta "Treasure State", "Land of Shining Mountains", "Big Sky Country" eller ibland "last best place".
Huvudstaden heter Helena, men den största staden är Billings.

## Geografi

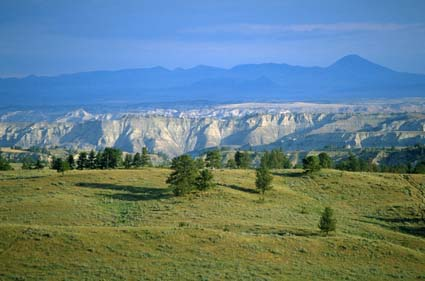
Missouri Breaks i centrala Montana.

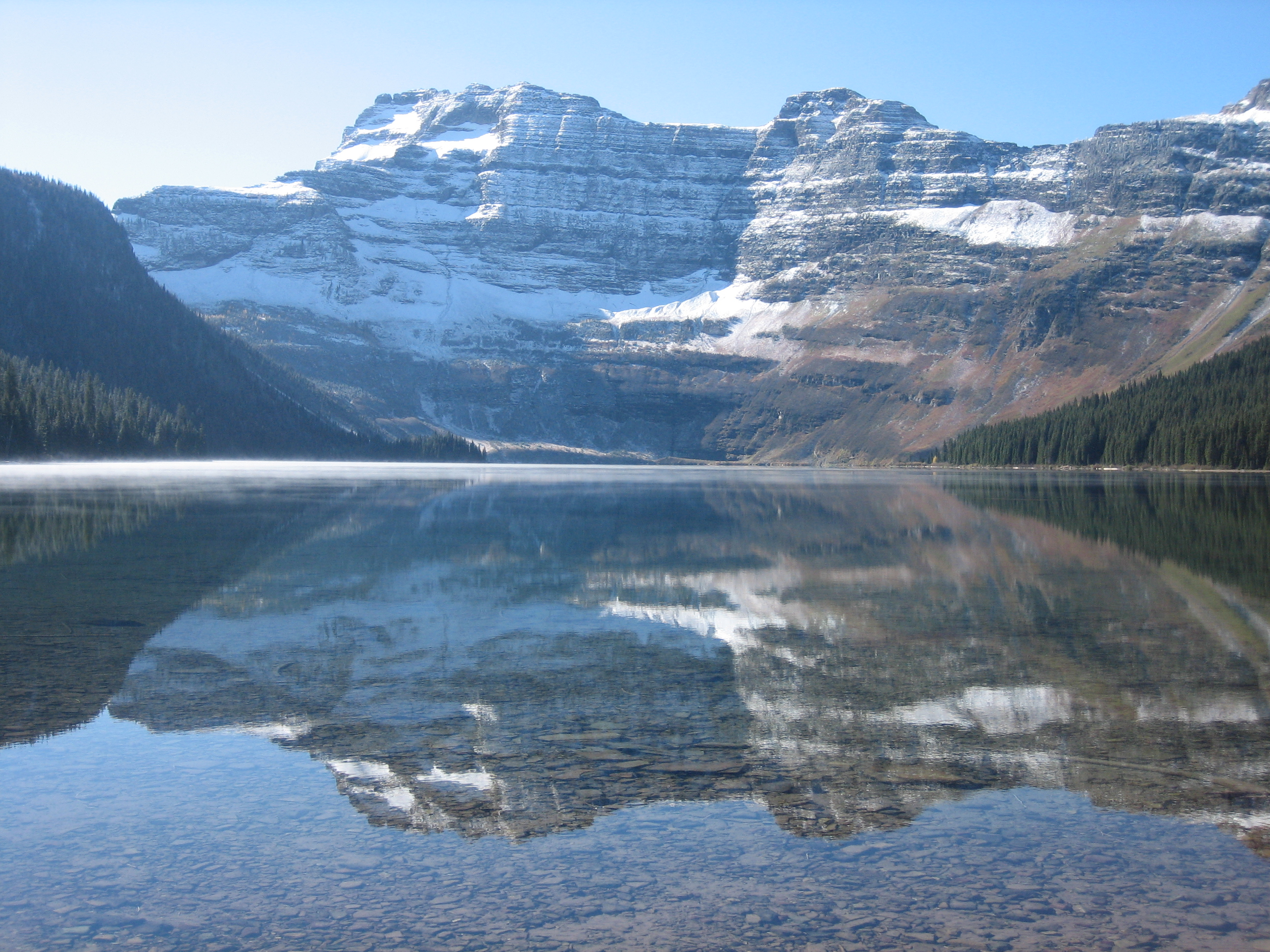
Cameron Lake i Waterton Lakes National Park.

Montana upptar en yta på 376 978 km² vilket gör den till USA fjärde största efter Alaska, Texas och Kalifornien. I norr är den 877 kilometer långa gränsen mot Kanada del av världens längsta, oförsvarade gräns. Dessutom angränsar Montana mot fler kanadensiska provinser än någon annan amerikansk delstat (British Columbia, Alberta och Saskatchewan). I öst gränsar Montana mot North Dakota och delar av South Dakota. I söder ligger Wyoming och i väst Idaho.

### Berg
Montanas varierade topografi domineras av den så kallade the Continental Divide, skiljelinjen mellan de avrinningsområden som mynnar ut i Stilla havet och de som mynnar ut i Atlanten. The Divide löper genom Montana från norr till sydväst och delar delstaten i två distinkta delar. Montana är känt för bergen i delstatens västra delar som utgör en del av Klippiga bergen, men 60 procent av delstaten utgörs av prärie som tillhör Great Plains. Öster om Klippiga bergen finns flera isolerade bergsområden. Totalt finns 77 namngivna bergsområden i Montana.
Större delen av delstatens västra gränstrakter utgörs av Bitterroot Mountains vars södra tredjedelar löper samman med Continental Divide. Mellan dessa finns bland annat Cabinet Mountains, the Missions, the Gamet, Sapphire, Flint Creek och Pintlar ranges.
De norra delarna av The Divide bildar en tydlig front på prärien och kallas därför Rocky Mountain Front. Öster därom löper flera parallella bergsområden över södra Montana: Gravelly Range, Tobacco Roots, Madison Range, Gallatin Range, Big Belt Mountains, Bridger Mountains, Absaroka Range och Beartooth Mountains. Beartooth Plateau ligger över 3 000 meter över havet och hyser Granite Peak, Montanas högsta berg, med sina 3 901 meter över havet.
Mellan dessa bergsområden finns många vackra dalar som, förutom till jordbruk, används flitigt av turister. Bland de mest kända dalarna kan nämnas Flathead Valley, Bitterroot Valley, Big Hole Valley och Gallatin Valley.
Öster och norr om denna övergångszon ligger ett böljande prärielandskap, Northern Plains, som är mycket glest befolkat. Landskapet genomkorsas av isolerade bergsmassiv och sceniska så kallade badlands, starkt eroderade och torra landskap, som sträcker sig ut i de omgivande delstaterna. Bland dessa isolerade bergsmassiv kan nämnas Castle Mountains, Crazy Mountains, Little Belt Mountains, Snowy Mountains, Sweet Grass Hills, Bull Mountains och i Montanas sydöstra hörn Long Pines och Short Pines.
I Montanas nordliga centrala delar finns dramatiska klippformationer som Missouri Breaks och de tre så kallade butte söder om Great Falls – Square Butte, Shaw Butte samt Crown Butte; platåberg som består av magmatisk bergart och motstått den erosion som karaktäriserar det omgivande landskapet som består av lerskiffer.

### Floder
Montana är den enda delstat i USA vars flodsystem utgör del i de tre stora amerikanska avrinningsområdena: Hudson Bay, Stilla havet och Mexikanska golfen. Delstatens floder, som är populära bland fritidsfiskare, försörjer delstatens invånare med vatten och energi.
På västra sidan om the Divide, i Klippiga bergen i närheten av Butte, bildas Clark Fork (på Columbiafloden, inte att sammanblanda med Clarks Fork som utmynnar i Yellowstonefloden). Därifrån rinner den vidare västerut mot Missoula där den rinner ihop med Blackfoot River och Bitterroot River för att sedan vända mot nordväst och strax väster om Lake Pend Oreille flöda in i Idaho där den sammanflödar med Columbiafloden. Clark Fork har det största utflödet av alla Montanas floder. Andra stora floder i västra Montana är Flathead River och Kootenai River.
Öster om the Divide bildas Missourifloden vid sammanflöden mellan Jefferson, Madison och Gallatin för att därefter rinna genom centrala Montana, bland annat genom Missouri Breaks, för att sedan fortsätta in i South Dakota. Yellowstonefloden har sin källa i Yellowstone nationalpark i Wyoming. Därifrån rinner den norrut in i Montana. Vid Livingstone vänder den österut för att förena sig med Missouri River vid delstatsgränsen mot North Dakota i Lake Sakakawea västra ände. Yellowstonefloden är Amerikas längsta, ofördämda flod. Andra viktiga biflöden till Missourifloden i Montana är Milk River, Marias River, Tongue River och Musselshell River. Montana gör också anspråk på att ha världens kortaste flod, Roe River strax intill Great Falls.
Bergsområdenas läge i Glacier nationalpark i nordvästra Montana gör att den så kallade Northern Divide, skiljelinjen mellan Hudson Bays tillflöden samt Stilla havets och Atlantens, sträcker sig in i Montana vid Triple Divide Peak. Följaktligen utgör Waterton River, Belly River och Saint Mary River tillflöden till Saskatchewan River som utmynnar i Hudson Bay.

### Sjöar
Flathead Lake strax söder om Glacier nationalpark är den största sötvattensjön väster om Stora sjöarna. Dessutom har människan försett många av delstatens floder med artificiella sjöar, varav Fort Peck-reservoaren på Missourifloden är den största.

### Flora
Omkring 25 procent av delstaten är täckt av skog som rymmer trädarter som gultall, strandtall, ädelgran, lärk, gran, asp, björk, jättetuja, ask, al, lönn och nordamerikansk poppel.
Bland blommorna finner man astrar, "bitterrot" ("bitterroot", Lewisia rediviva), tusensköna, lupiner, vallmo, vivor, aklejor, liljesläktet, fjällsippor och orkidéer. Flera arter av malört, kaktus och många sorters gräs finns i Montana, liksom många arter av svampar och lavar.

### Nationalparker, monument och skyddade områden

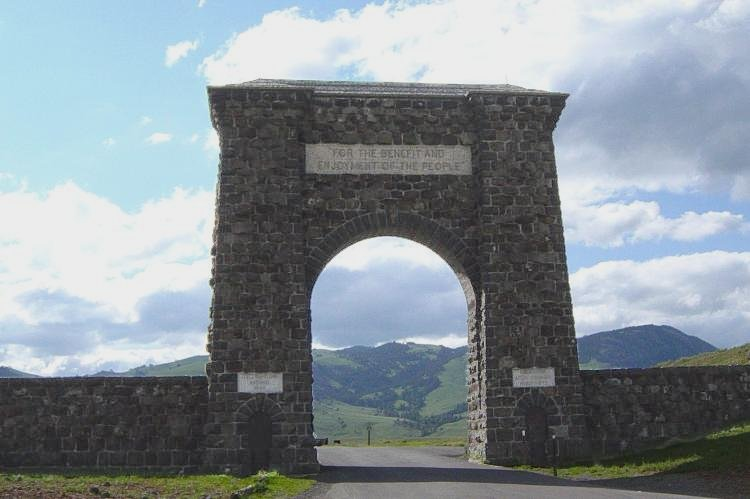
En av entréerna till Yellowstone nationalpark.

I Montana finns tre av de fem entréerna till Yellowstone nationalpark. Glacier nationalpark ligger helt och hållet i Montana och gränsar mot Waterson Lakes nationalpark i Kanada.
Andra federala minnesmärken och skyddade områden i Montana är Little Bighorn Battlefield National Monument, Bighorn Canyon National Recreation Area, Big Hole National Battlefield, Lewis and Clark Cavern National Monument, National Bison Range. Dessutom finns i Montana ytterligare åtminstone 28 skyddade naturområden. Totalt administreras 146 000 km² skyddade områden av federala myndigheter och ytterligare 1 100 km² av delstaten.
Totalt finns sju indianreservat i Montana. Till dessa räknas Blackfeet Indian Reservation i delstatens nordvästra del där nationen blackfeet (en grupp inom stamgruppen Lakota) lever. I södra delen ligger reservatet för kråkfolket. I Fort Peck Indian Reservation lever assiniboiner och andra siouxgrupper. Nationerna Salish, Kootenai och Pend-d'Oreille bor i Flathead Indian Reservationen.

## Historia
Innan européerna anlände till Montana levde flera indianstammar i området. Kråkindianer i de södra och centrala delarna; cheyenner i sydöst; svartfotsindianer, assiniboiner och Gros ventres i de norra centrala delarna; och kutenai och salish i väst. Dessutom levde Pend d'Oreille kring Flathead Lake och Kalispel i bergen i väster.

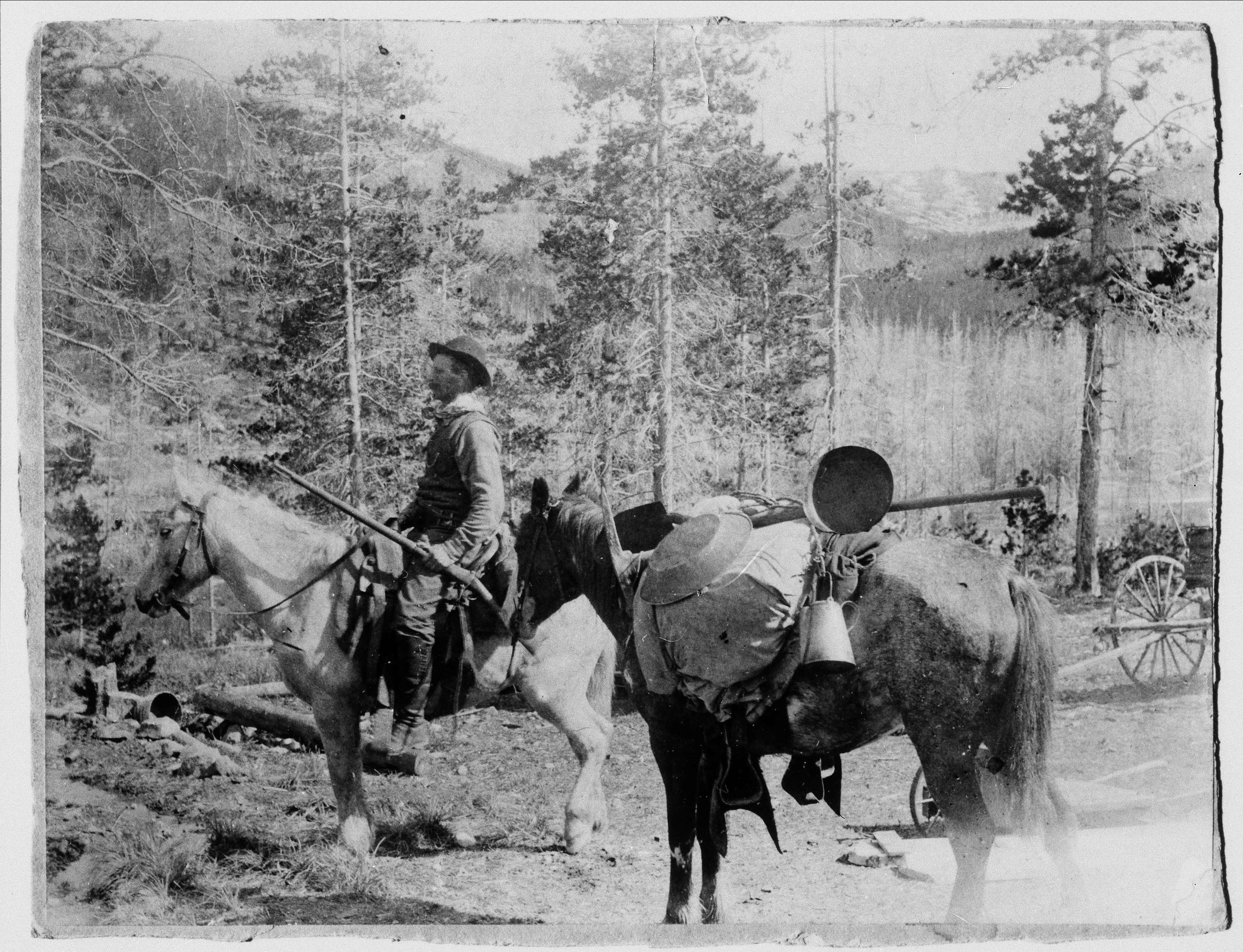
Svenska guldvaskare i 1860-talets Montana. Flera guldruscher ägde rum i Montana under 1860-talet.

Som en direkt följd av Lewis och Clarks expedition 1804–1806 och upptäckten av guld och koppar omkring 1850 blev Montana ett amerikanskt territorium den 26 maj 1864 och den 41:a delstaten i unionen, genom sitt inträde 8 november 1889.
Fort Shaw anlades på våren 1867 väster om Great Falls som en av de tre utposter som kongressen godkänt 1865. De andra två utposterna var Camp Cooke vid Judtih River och Fort C.F. Smith vid Bozeman Trail i södra Montana. Fort Shaw byggdes av det 13:e infanteriet i soltorkat tegel och timmer och rymde kaserner, ett sjukhus, en handelsstation och upp till 450 soldater. Fortet användes fram till 1891.
Sedan militären övergivit posteringen användes den som skola för ursprungsbefolkningen. Fort Shaw Industrial School öppnades 1892 och hade som mest 17 lärare, 11 assistenter och 300 studenter. 20 av militärens byggnader användes.
Homestead Act, genom vilken amerikanska medborgare tilldelades mark av den federala regeringen, reviderades i början av 1900-talet vilket innebar att den areal som tilldelades utökades kraftigt (från 65 hektar till 130). När lagen godkändes av president William Howard Taft gjordes också reglerna mer generösa. 1908 inleddes Sun River Irrigation Project som innebar att en person kunde tilldelas 16 hektar, något som lockade många unga par från Mellanvästern och Minnesota som attraherades av jakt- och fiskemöjligheterna i de omgivande bergen.
I Montana gjorde den amerikanska ursprungsbefolkningen ett sista försök att behålla sin mark. Vid slaget vid Little Big Horn 1876 besegrade en indianallians George Armstrong Custers trupper – något som dock skulle visa sig vara en pyrrhusseger då truppförstärkningar snabbt lyckades driva tillbaka indianerna till deras reservat. Ett lågintensivt krig fortsatte fram till 1890 då indianhövdingen Sitting Bull dödades, följt av massakern vid Wounded Knee.

## Demografi
2005 hade Montana en befolkning på 935 670 vilket innebar en ökning med 0,9 procent (8 750) på ett år och en ökning på 3,7 procent (33 475) sedan 2000. Av dessa var 21 074 inflyttade, varav 2 141 från något annat land.
Tyskt påbrå dominerar i Montana men i jordbruksområdena i norr och öster finns många invånare med skandinaviskt ursprung. Ursprungsbefolkningen utgör majoriteten i delstatens sju indianreservat. I gruvsamhällena i västra Montana är den etniska mångfalden större med människor med östeuropeisk, irländsk och brittisk bakgrund.
Den nästa största gruppen hutteriter lever i Montana. I traditionella skogsbrukssamhällen dominerade historiskt skandinaver och irländare. Den spanska befolkningen finns främst koncentrerad kring Billings och den största andelen svarta finns vid Great Falls.

## Ekonomi
Boskapsskötsel har alltid haft en framträdande roll i Montanas historia och ekonomi. National Park Service driver Grant-Kohrs Ranch National Historic Site i Deer Lodge Valley för att aktivt bevara den farmkultur som utmärkte Montana i slutet av 1800-talet.

## Statsskick och politik
Väljarnas rätt till folkinitiativ och referendum garanteras av Montanas författning.
Den lagstiftande makten utövas av två kammare, senaten och representanthuset, vilka tillsammans utgör Montanas legislatur. Den lagstiftande församlingen möts regelbundet varje udda år. Mötestiden är enligt författningen begränsad till 90 dagar. Senaten består av 50 ledamöter valda för en fyraårsperiod. Representanthuset består av 100 ledamöter valda för en tvåårsperiod.
Den verkställande makten består av en guvernör, en viceguvernör, en statssekreterare, en attorney general, en statsskolinspektör (engelska: superintendent of public instruction) och en statsrevisor, vilka alla är valda av i allmänna val för en fyraårsperiod.
Den dömande makten utövas av delstatens domstolsväsen: Montanas högsta domstol, distriktsdomstolar, fredsdomstolar och andra domstolar. Ledamöterna i högsta domstolen, distriktsdomare och fredsdomare väljs i allmänna val.

## Administrativ indelning
Administrativt indelas Montana i 56 counties. Enligt Montanas konstitution kan varje county ordna sin politiska och administrativa organisation som det självt vill, men konstitutionen innehåller också en normalorganisation för ett county. Denna normalorganisation omfattar följande i allmänna val tillsatta ämbetsinnehavare: tre styrelseledamöter (county commissioners), administrativt kommunalråd (clerk and recorder), kanslichef vid tingsrätten (clerk of district court), chefsåklagare (county attorney), sheriff, finanskommunalråd ( treasurer), lantmätare (surveyor), skoldirektör (superintendent of schools), taxeringschef (assessor), undersökningsdomare (coroner), och administrativ chef (public administrator). Störst var Yellowstone County, som 2007 hade en beräknad folkmängd  av 139 936 invånare. Minst var Petroleum County med 438 invånare.

## Större städer
De tio största städerna i Montana (2007):
1. Billings – 101 876
2. Missoula – 67 165
3. Great Falls – 58 827
4. Bozeman – 37 981
5. Butte – 32 652
6. Helena – 28 726
7. Kalispell – 20 298
8. Havre – 9 618
9. Anaconda – 8 852
10. Miles City – 8 120

## Montanas nationalgarde
Montanas nationalgarde har till uppgift att ställa upp militära förband som kan mobiliseras för globala militära insatser för försvar, inrikes säkerhet, katastrofhjälp samt för militärt stöd till delstatliga och kommunala myndigheter.
Montanas nationalgarde leds av Montanas militärdepartement (Department of Military Affairs) under en generaladjutant. Generaladjutanten är chef för Montanas stridskrafter, chef för militärdepartementet och chef för Montanas försvarsstab (Joint Forces Headquarters). Han biträds av en ställföreträdare för arménationalgardet och en för flygnationalgardet. Generaladjutanten, en generalmajor, ingår i guvernörens kabinett och har vid sidan om sitt militära uppdrag ansvar för delstatens katastrofhjälp och räddningstjänst, inrikes säkerhet, veteranfrågor, stöd till civila myndigheters narkotikabekämpning med mera.

### Flygnationalgardet

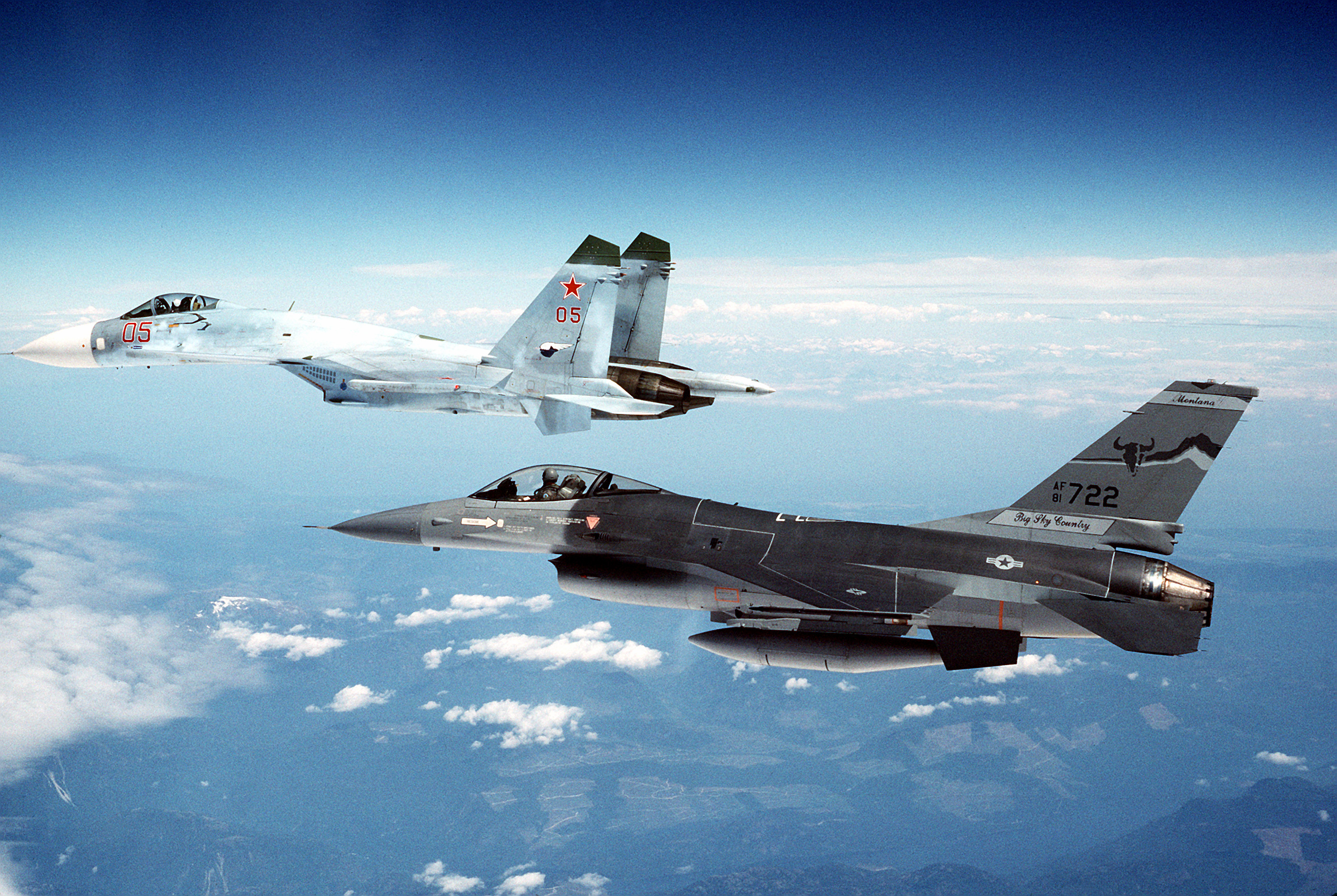
En F-16A Fighting Falcon från Montanas nationalgarde delar luftrum med en Suchoj Su-27.

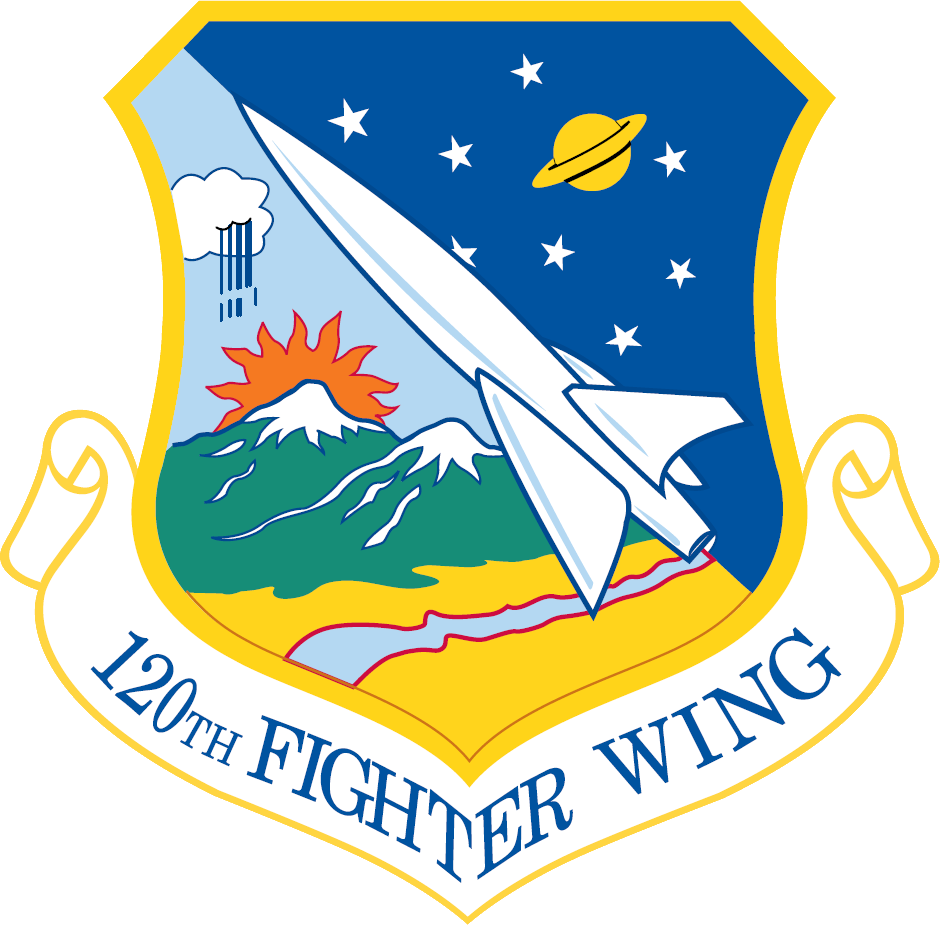
120th Figher Wing.

Montana Air National Guard består av en jaktflygflottilj, 120 Fighter Wing, baserad vid Great Falls internationella flygplats, och ett fältarbetsförband för flygfältsunderhåll, 219th RED HORSE Squadron, baserad vid flygvapenbasen Malmstrom AFB, Great Falls.

## Utbildning
Enligt den federala folkräkningen år 2000 hade 87 procent av Montanas befolkning (25 år och äldre) avlagt examen från high school och 25 procent avlagt en akademisk examen.

### Universitet och högskolor

#### Statliga högskolor[18]
- Montana State University-Bozeman
- Montana State University-Billings
- Montana State University-Billings College of Technology
- Montana State University-Northern
- Montana State University-Great Falls College of Technology
- University of Montana -Missoula College of Technology
- Montana Tech of The University of Montana
- University of Montana-Western
- University of Montana-Helena College of Technology
- Dawson Community College
- Flathead Valley Community College
- Miles Community College

#### Indianska högskolor[18]
- Blackfeet Community College
- Chief Dull Knife College
- Fort Belknap College
- Fort Peck Community College
- Little Big Horn College
- Salish-Kootenai College
- Stone Child College

#### Enskilda högskolor[18]
- Carroll College
- University of Great Falls
- Rocky Mountain College
- Montana Bible College
- Mountain States Baptist College
- Yellowstone Baptist College

## Kända personer födda i Montana
- Gary Cooper, skådespelare
- Myrna Loy, skådespelare
- David Lynch, regissör, manusförfattare
- Stan Lynde, serieskapare, författare
- Evel Knievel, våghals, stuntman
- Robert O'neill, Ex. Navy Seal, Författare